# Szúza

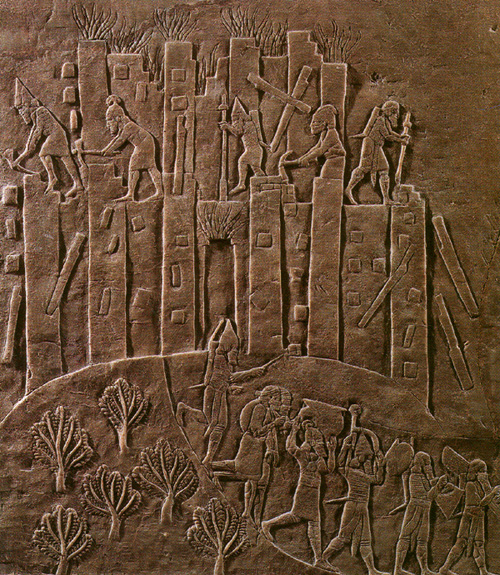
Assur-bán-apli megsemmisíti Szúzát (relief)

Szúza (perzsául: شوش, Sus [ʃuʃ]; görögül: Σοῦσα [ˈsuːsa]; szírül: ܫܘܫ, Sus; óperzsául: Çūšā-; bibliai héberül: שׁוּשָׁן, Shushān) az ókori Elám (a mai Irán területén fekvő ókori állam) fővárosa.

## Fekvése
A Tigris folyótól mintegy 250 km-re keletre, Andimesk mellett fekvő település.

## Története
Szúza a világ talán legrégebbi városa. A régészeti emlékek szerint már az i. e. 7. évezredben lakott település volt.
Az ásatások során kerámia edények, agyagkancsók és egyéb leletek kerültek elő, melyek az itt lakók fejlett műveltségéről tanúskodnak.
I. e. 4000 évvel egy újabb kultúra jelent meg Szúza földjén, amelyet Szúza I időszaknak hívnak. Az ekkor megalapított Szúza Elám fővárosa lett, és ősi ellensége Babilonnak. Az elámi kultúra is majdnem olyan régi, mint Dél-Mezopotámia sumér műveltsége.

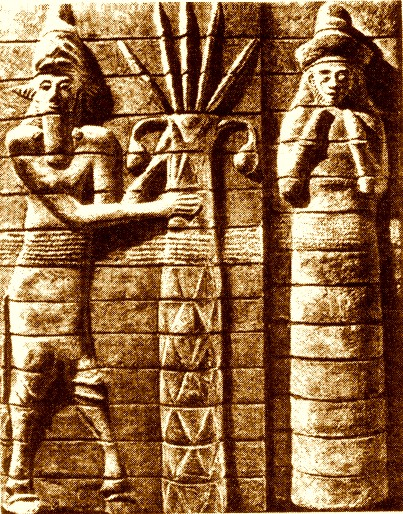
Ninhurszag az életfával

I. e. 3400 – I. e. 3100 közötti évszázadok jelentős kulturális fejlődést és politikai változást hoztak.
I. e. 639-ben az asszírok rombolták le.
A város fénykorát az óperzsa királyok idején élte. I. Dárajavaus (i. e. 522-i. e. 486-ig uralkodott) Szúzát nagyvárossá fejlesztette, ősi várához arannyal díszített márványpalotát építtetett. A későbbiekben több akhaimenida-király téli fővárosa volt. Innen kormányozták a hatalmas birodalmat, mely a mai Irán, Irak, Szíria, Törökország és Egyiptom területét is magába foglalta. Az északi palotában található a nagy apadána a 36 oszloppal és a királyi trónnal. A déli oldalon található fényűző palota 3 belső kertet rejtett magában. A nyugati oldalon egy tartalék bejárat, míg a keleti oldalon a nagy ajtó állott. Az írásokban lejegyezték a palota építésének minden részletét. A szúzai palota volt látszólag Dárajavaus kedvenc rezidenciája. Hérodotosz Szúzáról úgy ír, mint a perzsák fővárosa, viszont Paszargadairól és Perszepoliszról nem ír. Szúzából Szardeiszig tartott a 2700 km hosszú királyi út, ennek következtében a város kereskedelmi központ lett.
I. e. 331-ben Nagy Sándor kardcsapás nélkül foglalta el Szúzát és mérhetetlen kincseit is birtokba vette.
I. e. 324-ben ez a város volt színhelye a történelem egyik legkáprázatosabb ünnepségének, a szúzai esküvőnek. Nagy Sándor Indiából visszatérve Kelet és Nyugat egységesítésére törekedve itt rendezte meg a görögök és a perzsák tömegesküvőjét. Ő maga Sztatateriát, a perzsa király lányát vette feleségül.
A hagyományok szerint több mint tízezer makedón-görög harcos házasodott itt össze a legyőzött, de már jövendő szövetségesként számba vett perzsák lányaival.

## Szúzai lakoma

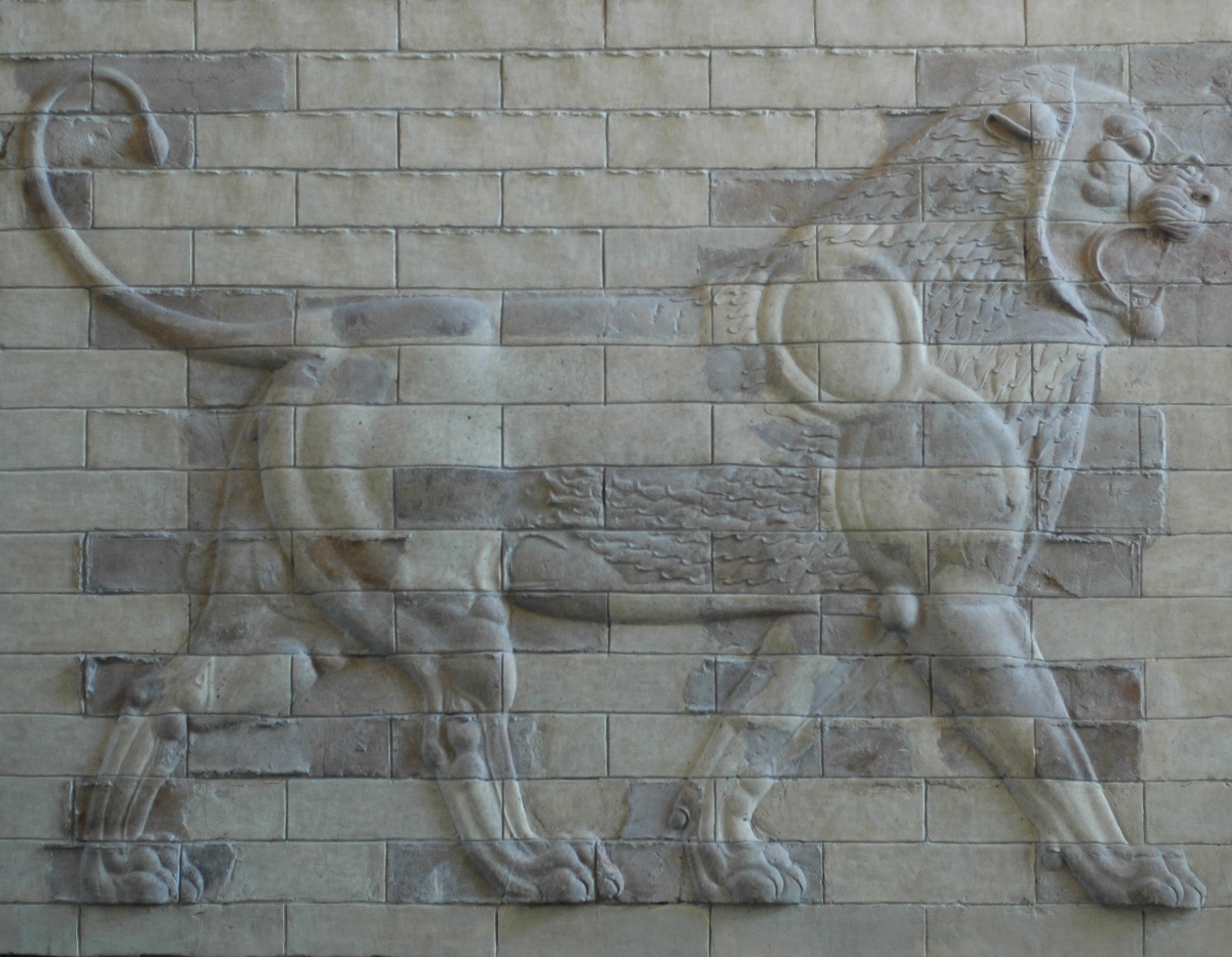
Oroszlános kép Dárajavaus palotájából

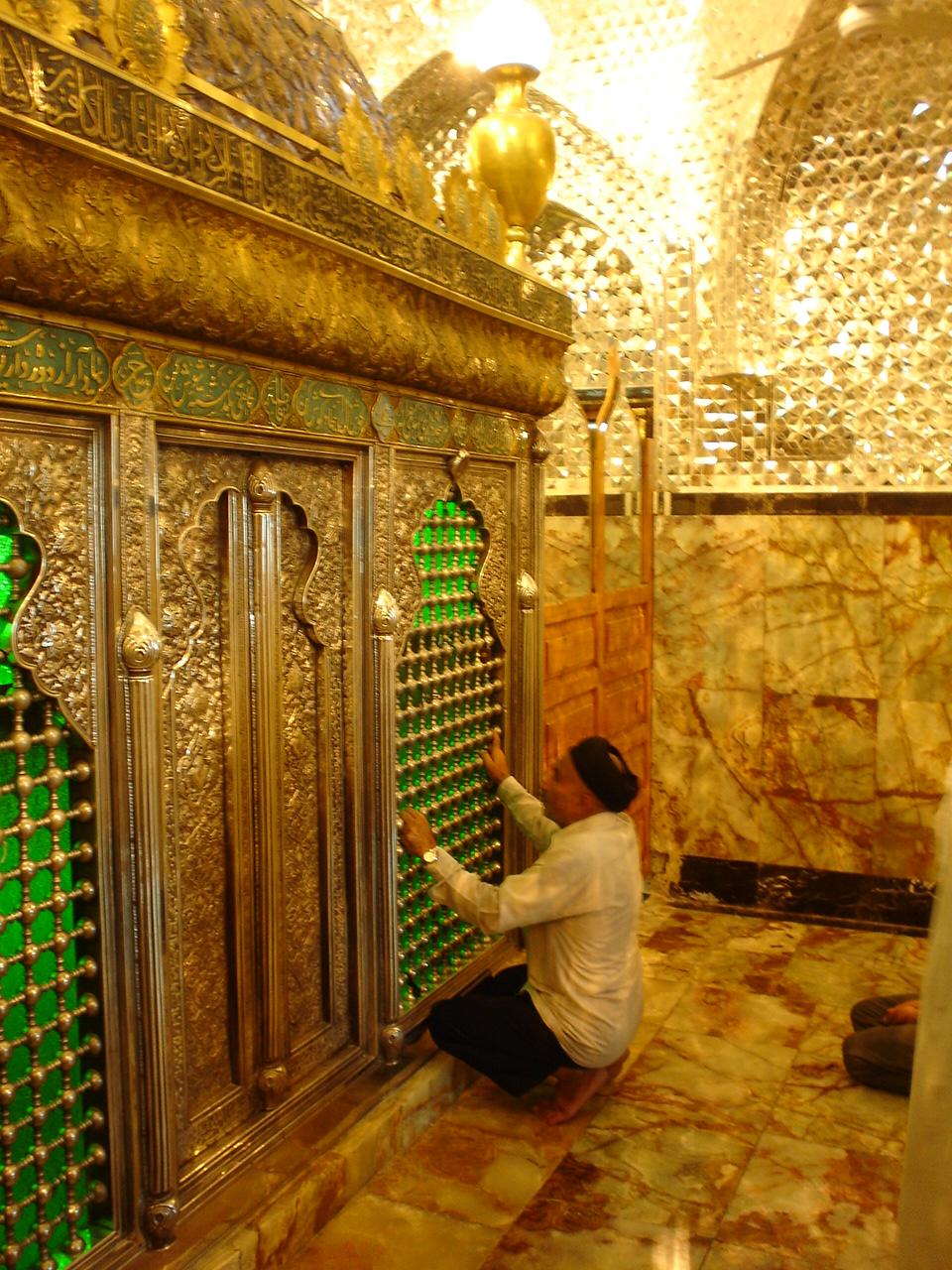
Dániel próféta sírja

A Biblia Eszter könyvében I. Khsajársá perzsa királyt Achasvéros néven említette, aki Indiától Etiópiáig százhuszonhét tartományban uralkodott.
Eszter könyvében a hét napig tartó Szúzai lakoma helyszínét a királyi palota kertjébe helyezi, megkülönböztetve a palotát a vártól. A leírásban Szúza vára, erődítménye, külön negyedet alkotva különült el a vártól.
A szúzai lakomát így írta le:
"Achasvéros idejében történt, abban az időben, amikor Szúza várában királyi trónján ült, uralkodásának harmadik évében, hogy lakomát rendezett fejedelmeinek, szolgáinak, a perzsa és méd vezéreinek, a tartományok kormányzóinak és főembereinek. Így akarta királyságának gazdagságát csillogtatni, hosszabb ideig, száznyolcvan napon át. Amikor ezek a napok elmúltak, a királyi Szúza vára egész népének, apraja-nagyjának hét napig tartó lakomát rendezett a királyi palota kertjében. Fehér gyolcsvásznak, lilába játszó bíborszövetek függtek bíbor- és bisszusköteleken, ezüstgyűrűkkel rögzítve a fehér márványoszlopokon. A porfír-, fehér márvány, gyöngyház és fekete márvány padozaton arany- és ezüstheverők álltak. A királyi bort aranykelyhekben szolgálták fel - mind másféle volt - a király bőkezűségéből nagy bőségben. A király rendelete értelmében senkit sem kényszerítettek ivásra. A király ugyanis meghagyta minden udvarmesterének, hogy mindenki azt fogyassza, ami jólesik neki."
Sztrabón is írt egykor Szúza (Susis) városáról, és írásában megemlítette, hogy "Súsát állítólag Tithónos, Memnón atyja alapította... A fellegvár neve Memnonion." -írta többek között.
Szúzát a 4. században, a szászánidák idején az arab támadások ellen erődítménnyé építették ki, melynek átmérője 20 km volt.
1218-ban a várost mongolok pusztították el. Narancsültetvényei azonban továbbra is virágoztak, selyemipara és cukorgyártása is jövedelmező volt.
Az itteni magas civilizációnak valószínűleg idegen betörés vetett véget, Szúza mára már csak rommező.

## Ásatások
Szúza területét 1836-ban Henry Rawlinson, később A. H. Layard vizsgálta. 1851-ben William Loftus egy kisebb ásatás során Szúzaként határozta meg ezt a területet. 1885-86-ban Marcel-Auguste Dieulafoy és Jane Dieulafoy francia régészek kutatták Szúzát.
Jacques de Morgan 1897-1911 között jelentős ásatásokat végzett. Majd Roland De Mecquenem folytatta elődje munkáját 1914-ig. A háború után De Mecquenem folytatta a munkálatokat, egészen 1940-ig. Ezek eredményeiről kevés információ áll rendelkezésünkre, kísérletek vannak ezen információk bemutatására.
Roman Ghirshman átvette a franciáktól 1946-ban az ásatásokat, és ott folytatta, ahol elődei. 1967-ben a Ville Royale területére koncentrált, amelyet teljesen lecsupaszított.
Az 1970-es években Jean Perrot végzett ásatásokat.

## Fordítás
- Ez a szócikk részben vagy egészben  a   Susa című angol Wikipédia-szócikk ezen változatának fordításán alapul.  Az eredeti cikk szerkesztőit annak laptörténete sorolja fel. Ez a jelzés csupán a megfogalmazás eredetét és a szerzői jogokat jelzi, nem szolgál a cikkben szereplő információk forrásmegjelöléseként.